# Henric Schartau
Henric Schartau (27. september 1757 i Malmø – 3. februar 1825 i Lund) var en svensk præst.
Schartau, der skabte en stor kirkelig vækkelse i Sydsverige, blev 1785 præst i Lund og senere provst sammesteds. Schartau var oprindelig påvirket af herrnhutismen, men senere blev han strengt ortodoks i lære og forkyndelse og tog afstand fra herrnhutterne. 
Navnlig bekæmpede han dog rationalismen, som dengang rådede, og om der end kan findes spor af rationalisme hos ham selv i hans måde at lære på, blev han dog en af troens og den kirkelige bekendelses fornyere i Sverige i nyere tid. 
Hans kristendomssyn havde et stærkt objektivt grundlag, Guds nådige kaldelse, ja han så i selve statskirken "et hus, ikke bygget af hænder, en bolig af Gud", indrettet til herberg for Guds Rige i Sverige. Schartau satte det kirkelige embede meget højt, men krævede, at embedets bærer skulde være omvendt. 
Det var især hans prædikener, som gjorde virkning, men også som sjælesørger var han meget søgt, og endelig indførte han
offentlige katekisationer i Kirken. Hver fredag morgen samledes en stor skare mænd og kvinder om ham i Domkirken, og dem
katekiserede han. Derved søgte han at gøre et modtræk mod al konventikelkristendom, som han ud fra sit strengt kirkelige syn afskyede. 
Schartau skabte en hel kirkelig retning, schartauanismen, som endnu har holdt sig i Sverige, i Lund og Göteborg Stifter. Efter hans død er forskellige skrifter og prædikener af ham blevne udgivne, således Försök att föreställa den evangelisk-lutherska forsamlingens lära om nådavalet (1825), Predikningar (4 bind, 1830—43) og Undervisning i christendomskunskapen för barn (1833). 